# Гойхенберг, Александр Шлёмович
Александр Шлёмович Гойхенберг (5 августа 1937, Резина, Румыния — 14 июня 2020, Петрозаводск) — советский и российский шахматист, тренер и арбитр. Заслуженный работник физической культуры Российской Федерации (2005). Отличник народного просвещения Российской Федерации.

## Биография
Окончил факультет физвоспитания Кишинёвского государственного университета в 1968 году, в 1970—1980 годах руководил районным Советом ДСО «Урожай» в Молдавской ССР. Первая категория присвоена в 1967 году.
С 1981 года работал тренером-преподавателем по шахматам во Петрозаводском дворце пионеров и в ДЮСШ-2 Петрозаводска.
Подготовил двух серебряных призёров по шахматам среди юношей, членов сборной команды РСФСР Игоря Бурсина (первенство СССР) и Антона Сидоркова (первенство РСФСР).
С 1987 по 2011 гг. Александр Гойхенберг работал директором Центральной ДЮСШ-2 — СДЮСШОР-2 Петрозаводска (специализируется по спортивному ориентированию, шахматам, шашкам).
По инициативе А. Гойхенберга в 1991 году в школе было открыто единственное в стране отделение педагогов-организаторов спортивно-оздоровительной работы по месту жительства.
За 24 года работы школы в Петрозаводске были проведены 34 тысячи детских спортивно-массовых мероприятия с двумя миллионами участников.
Судья республиканской категории (1990), главный судья республиканских чемпионатов по шахматам с 1990 года. Член республиканской федерации шахмат Карелии.

## Семья
Сестра — Броня Шлёмовна Мосионжик, одиннадцатикратная чемпионка Молдавии по шахматам. 